# Csesztve
Csesztve (szlovákul: Častva) község Nógrád vármegyében, a Balassagyarmati járásban.

## Fekvése
Balassagyarmat déli szomszédságában helyezkedik el, a várostól mintegy 7 kilométerre délre.
Különálló településrészei: Kincsempuszta, az északi határszéle közelében, Galibapuszta, a központjától mintegy 2 kilométerre északnyugatra, valamint Bakópuszta, a központtól bő 1 kilométerre keletre.

### Megközelítése
Csak közúton érhető el, a Balassagyarmat és Aszód közti 2108-as útról letérve, két útvonalon: vagy Balassagyarmat déli részén, egy körforgalomban délnyugatnak kiágazva, a 21 128-as, vagy Mohora és Szügy között, az út és az Aszód–Balassagyarmat–Ipolytarnóc-vasútvonal keresztezésénél nyugat felé letérve, a 21 127-es számú mellékúton.
Vasútvonal nem érinti; a két legközelebbi vasúti csatlakozási lehetőséget az említett vasútvonal Mohora megállóhelye és a Vác–Balassagyarmat-vasútvonal által is érintett Balassagyarmat vasútállomás kínálja.

## Története
Időszámításunk előtt 3500 táján ezen a környéken már megtelepedett az ember. Megtalálták itt az újkőkori lengyeli és a késő bronzkori pilinyi kultúra emlékeit, illetve honfoglalás kori leletek is előkerültek.
Csesztve nevét 1423-ban a Hont vármegyei Salgón Salgai Miklós birtokaként említették az oklevelekben, de 1439-ben már Lossonczy László birtokában találjuk, akinek magvaszakadtával Garai László nyerte adományul. Később a mohorai Vidfiek foglalták el a helység fele részét, Garai Jób itteni birtokait 1476-ban guti Országh Mihálynak adta. A másik rész 1472-ben a Szobi család birtoka volt. 1498-ban Szobi Mihály itteni birtokait Werbőczy Istvánnak adományozta. 1552-ben már a török hódoltság területéhez tartozott, 1562–63-ban Abdesszaid Ali török tiszt hűbérbirtoka volt. A török időkben a falu lakossága nagyon megfogyatkozott, ezért a török kiűzése után szlovákokat is telepítettek ide. Az idő tájt a katolikus templomot az evangélikusok és a katolikusok közösen használták. Az 1700-as évek közepe táján az evangélikusok a mai Fő utca és a Kossuth út sarkán saját Isten házát építettek maguknak.
A 17. században az esztergomi káptalan és a Barátnoky család birtoka volt.  Az 1770. évi úrbéri rendezés alkalmával Maithényi Károly és az esztergomi káptalan voltak a helység földesurai.
1826-ban a helység egy részét az esztergomi káptalan, a másikat Maithényi Károly, a harmadikat id. Madách Imre bírta, aki itteni birtokait neje, Maithényi Anna révén szerezte.
1844 decemberétől 1853 szeptemberéig Csesztvén élt Madách Imre, Az ember tragédiája írója, és munkáinak egy része is itt készült. Itt születtek meg a gyermekei. Madách ebben az időszakban tevékeny részese volt Nógrád vármegye politikai életének, beleértve az 1848–49-es forradalom és szabadságharcot is. 1862 augusztusában Madách itt fogadta Az ember tragédiája című műve felfedezőjét, Arany Jánost.
A Madách-kúria épületében jelenleg az író múzeuma működik. Kertjében az 1900-as évek elejének leírásai szerint egy ősrégi keresztelőkút is állt.
A község közelében lévő Galibapuszta a középkorban Helembafalva néven önálló település volt.
A községbe vezető bekötőút mellett található a Csesztvéhez tartozó Bakópuszta, ami 1720-ban még önálló falu volt.

## Közélete

### Polgármesterei
- 1990–1994: Valent Márton (független)[4]
- 1994–1998: Valent Márton (független)[5]
- 1998–2002: Palman Imre (független)[6]
- 2002–2006: Palman Imre (független)[7]
- 2006–2010: Palman Imre (független)[8]
- 2010–2014: Palman Imre (független)[9]
- 2014–2019: Palman Imre (független)[10]
- 2019–2024: Kalmár Attila (független)[11]
- 2024– : Kalmár Attila (független)[1]

## Népesség
A település népességének változása:
| Lakosok száma | 327  | 315  | 328  | 341  | 342  | 336  | 326  |
|               | 2013 | 2014 | 2015 | 2021 | 2022 | 2023 | 2024 |

2001-ben a település lakosságának 100%-a magyar nemzetiségűnek vallotta magát.
A 2011-es népszámlálás során a lakosok 82,9%-a magyarnak, 4,9% cigánynak, 0,3%-a bolgárnak, 0,3% németnek mondta magát (17,1% nem nyilatkozott; a kettős identitások miatt a végösszeg nagyobb lehet 100%-nál). A vallási megoszlás a következő volt: római katolikus 47,9%, evangélikus 23,5%, református 1,5%, felekezeten kívüli 3,4% (23,8% nem nyilatkozott).
2022-ben a lakosság 95,9%-a vallotta magát magyarnak, 12,3% cigánynak, 0,3% ukránnak, 0,3% szlováknak, 0,6% egyéb, nem hazai nemzetiségűnek (4,1% nem nyilatkozott; a kettős identitások miatt a végösszeg nagyobb lehet 100%-nál). Vallásuk szerint 43,3% volt római katolikus, 19,6% evangélikus, 1,2% református, 0,6% egyéb keresztény, 0,3% egyéb katolikus, 5% felekezeten kívüli (30,1% nem válaszolt).

## Kultúra
Csesztve hagyományos rendezvénye a Madách Imre tiszteletére október elején megrendezett emléknap. Ennek keretében előadásokon adják közre munkásságának kutatásában elért legfrissebb eredményeket.

## Híres emberek
- Az egyik dombon épített kúriát Madách Imre író és itt gazdálkodott 1845-től 1853 végéig. 1852 augusztusában innen hurcolták el a pozsonyi és pesti börtönbe, mert alsósztregovai erdészházában rejtegette Kossuth Lajos egykori titkárát, Rákóczy Jánost. A börtönből 1853. május 7-én kiszabadult, s azonnal visszatért ide. 1862 augusztusában itt fogadta Arany Jánost, majd Alsósztregován látta vendégül.
- Itt született 1848-ban Madách Aladár magyar költő, író, műkritikus, spiritiszta, vármegyei törvényhatósági bizottsági tag, Madách Imre költő és Fráter Erzsébet fia.
- Csesztvéről származik Palánki Ferenc debrecen-nyíregyházi megyés püspök családja, aki magát is csesztveinek vallja, noha Balassagyarmaton született.

## Nevezetességei
- Madách Imre Emlékmúzeum
- Majthényi-kastély

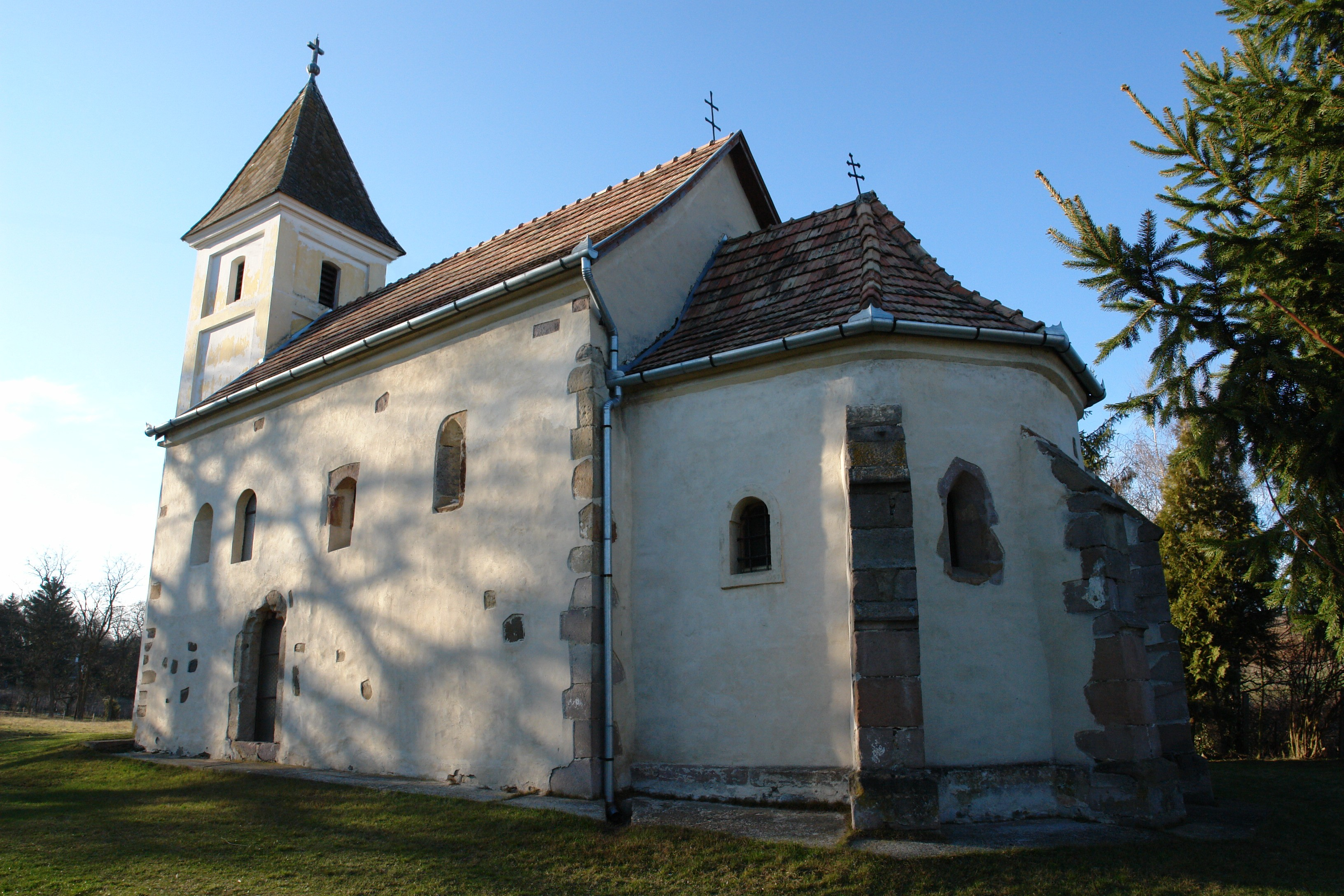
A település középkori temploma

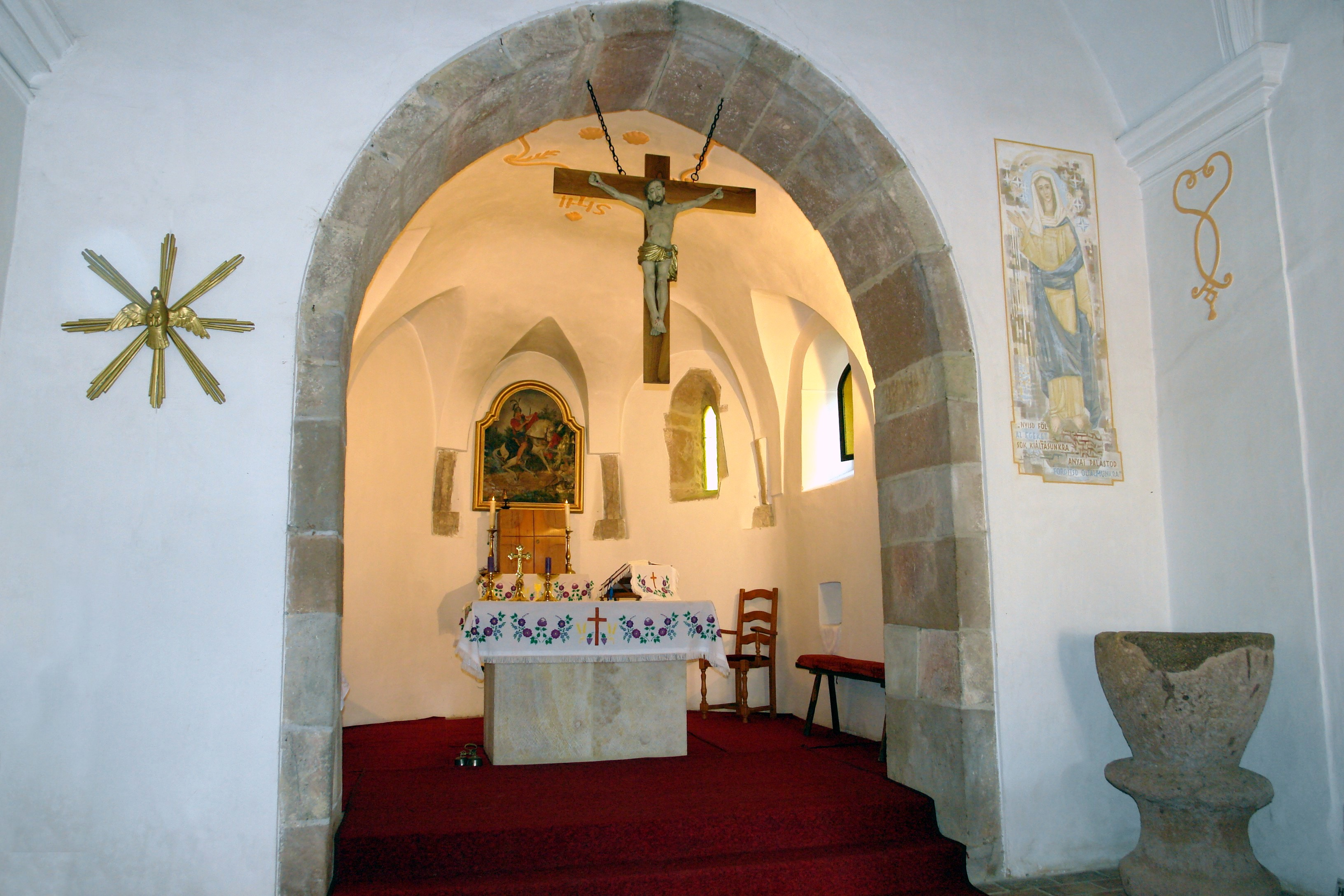
A templom szentélye és kő keresztelőmedencéje

- Kastélypark, a hajdani krími hársfa maradványaival, valamint Madách fejszobrával. Az úri lak körüli park természetvédelmi terület, mely nyugalmával kellemes pihenőhely a látogatóknak.
- Római katolikus templom